# Huub Artz
Huub Artz, né le 14 mai 2002 à Wintelre, est un coureur cycliste néerlandais. 

## Biographie
Huub Artz est originaire de Wintelre,. Durant son enfance, il joue d'abord au football. Il découvre toutefois le vélo lorsque son père l'emmène voir sa première course. Après cette expérience, il prend une licence au TWC Het Snelle Wiel, un club basé à Hapert. Il participe à ses premières compétitions cyclistes en 2011 vers l'âge de neuf ans. Son grand frère Bartz et son cousin Kars ten Boske pratiquent eux aussi ce sport. 
En 2019, il se distingue au niveau international en terminant quatrième d'une étape du Grand Prix Rüebliland et huitième du Tour de Haute-Autriche juniors. L'année suivante, il représente son pays aux championnats d'Europe juniors. Il rejoint ensuite l'équipe continentale Metec-Solarwatt-Mantel. Avec cette structure, il se classe notamment quatrième du Circuit Het Nieuwsblad espoirs en 2021, ou encore sixième du Flanders Tomorrow Tour en 2022.
Lors de la saison 2023, il obtient de bons résultats dans des épreuves nationales, aux Pays-Bas et en Belgique. Il finit par ailleurs quatrième du contre-la-montre du Kreiz Breizh Elites, ou encore cinquième de la Elfstedenrace (UCI 1.1). Grâce à ses performances, il intègre la réserve de la formation Intermarché-Wanty en 2024. Il se révèle parmi les professionnels en terminant troisième de l'étape reine du Tour d'Oman, au Djebel Akhdar. Membre de l'échappée du jour, il est seulement rattrapé dans le final par Adam Yates et Jan Hirt,. 
En mars 2024, il est annoncé qu'Artz rejoindra l'UCI WorldTeam Intermarché-Wanty pour la saison 2025. Le 21 avril 2024, après plusieurs tops 10 sur les classiques du calendrier espoir (moins de 23 ans), il remporte en solitaire sa première victoire dans une course internationale lors de Gand-Wevelgem espoirs. Lors du Tour d'Italie espoirs, l'une des courses les plus importantes chez les moins de 23 ans, il gagne en solitaire la septième étape, une arrivée au sommet.

## Palmarès et résultats

### Palmarès par année
- 2023
  - U23 Road Series
  - Grand Prix Color Code
  - 3e de l'Eurode Omloop
  - 3e du Mémorial Fred De Bruyne
- 2024
  -  Champion d'Europe sur route espoirs
  - Gand-Wevelgem espoirs
  - 7e étape du Tour d'Italie espoirs
  - 2e du Dorpenomloop Rucphen
  - 2e du Wim Hendriks Trofee

### Classements mondiaux
| Année                                 | 2022  | 2023 | 2024 |
| ------------------------------------- | ----- | ---- | ---- |
| Classement mondial                    | 1970e | 858e | 346e |
| UCI Europe Tour                       | 1262e | 614e | nc   |
|                                       |       |      |      |
| Légende : nc = non classéSource : UCI |       |      |      |